# Comuna Kremenciukî, Krasîliv
Kremenciukî (în ucraineană Кременчуки) este o comună în raionul Krasîliv, regiunea Hmelnîțkîi, Ucraina, formată din satele Kremenciukî (reședința), Lisova Volîțea, Mali Iunacikî, Medți și Velîki Iunacikî.

## Demografie
Componența lingvistică a comunei Kremenciukî
     Ucraineană (98,83%)
     Alte limbi (1,12%)
Conform recensământului din 2001, majoritatea populației comunei Kremenciukî era vorbitoare de ucraineană (98,83%), existând în minoritate și vorbitori de alte limbi.